# Song of Ceylon
Pour plus de détails, voir Fiche technique et Distribution.
Song of Ceylon est un film documentaire britannique réalisé en 1934 par Basil Wright (en) et produit par John Grierson. Une commande publique relevant de la propagande, il devait traiter de la manufacture du thé à Ceylan, alors une colonie de l'Empire britannique. Sur place, Basil Wright et John Taylor, le frère de Grierson, s'intéressèrent surtout aux impacts de la civilisation occidentale sur les habitants. Sorti à Londres en 1935, leur film est considéré comme un fleuron du genre documentaire. Il fut plébiscité, notamment, par l'écrivain Graham Greene.